# 868 هـ
868 هـ هي سنة في التقويم الهجري امتدت مقابلةً في التقويم الميلادي بين سنتي 1463 و1464.

## وفيات
- ابن سودون